# 木本与
木本 与（きもと あとう、1938年11月11日 - ）は、日本のプロゴルファー。
叔父の木本三次、遠い親戚の木本挙国もプロゴルファー。

## 来歴
田辺カントリー倶楽部所属時は戸田藤一郎が先輩プロであり、後に奈良万葉カンツリー倶楽部所属プロとなる。
1960年の日本プロでは初日に翌日からのマッチプレーに進める16枠をかけた36ホールのストロークプレーが行われたが、トップ通過の小針春芳、同じ関西の若手の杉原輝雄、19歳の山口征二と共にマッチプレーに駒を進めた。
1962年の日本オープンでは9位、1963年の日本プロでは6位に入った。
1964年には中日クラウンズで6位、日本オープンで林由郎・森岡比佐士・勝俣功・河野高明と並んでの9位タイに入った。
1966年には長崎オープンで石井裕士・石井朝夫と並んで鈴村久の2位タイ、1967年の西日本サーキットでは長崎シリーズで石井裕と並んで平野勝之の2位タイ、下関シリーズでは宮本省三の2位に入った。
1968年の西日本サーキット長崎では細石憲二・磯村行雄・橘田規と並んでの6位タイ、1969年の日本オープンでは陳健忠（中華民国）・栗原甲子男と並んでの9位タイに入った。